# Mario Reiter (Skirennläufer)
Mario Reiter (* 5. November 1970 in Rankweil) ist ein ehemaliger österreichischer Skirennläufer, der besonders in den technischen Disziplinen Slalom und Riesenslalom sowie in der Kombination erfolgreich war. In seiner fast zehn Jahre andauernden Karriere errang der Vorarlberger unter anderem einen Olympiasieg in der alpinen Kombination und gewann zwei Medaillen bei Skiweltmeisterschaften. Dazu wurde er zweimaliger österreichischer Meister, jeweils einmal im Riesenslalom sowie im Slalom und feierte drei Weltcupsiege. Auch nach seiner Profikarriere nimmt er als aktives Mitglied des Schiklub Rankweil noch gelegentlich an Skirennen teil. Reiter ist verheiratet und hat zwei Söhne.

## Biografie
Nachdem sich der Österreicher im Alter von fünf Jahren bei seinen ersten Ski-Versuchen ein Bein gebrochen hatte, fuhr er zunächst für einige Jahre nicht mehr Ski. Sein Vater überzeugte ihn schließlich davon, diese Sportart weiter auszuüben.

### Frühe Jahre (1988–1994)
Reiter sammelte erste internationale Erfahrungen mit einem Start bei den Alpinen Ski-Juniorenweltmeisterschaften 1988, den er als 27. im Slalom beendete. Anschließend wurde seine beginnende Karriere jedoch durch zwei Kreuzbandrisse unterbrochen, wodurch er auch seine ÖSV-Kaderzugehörigkeit verlor. Reiter trainierte auf eigene Kosten weiter und schaffte schließlich die Rückkehr in das Europacupteam des ÖSV. Am 15. Dezember 1991 fuhr er sein erstes Rennen im Weltcup, kam aber vorerst nur sehr selten zum Einsatz. Nach guten Ergebnissen im Europacup nahm er in der Saison 1993/94 bereits an mehreren Rennen teil und holte als 21. im Riesenslalom auf der Gran Risa in Alta Badia seine ersten Punkte. Noch in der gleichen Saison verbesserte er sein Top-Resultat auf einen sechzehnten Rang beim Riesenslalom in Kranjska Gora.

### Internationaler Durchbruch (1995–1996)
Im Dezember 1994 gelang dem Österreicher gleich bei seinem ersten Saisonrennen das erste Ergebnis unter den besten Zehn, ein siebter Platz im Riesenslalom von Tignes, den er kurz darauf im Slalom von Sestriere wiederholen konnte. Im Februar 1995 gelang Reiter schließlich der endgültige Durchbruch, als er zunächst Zweiter beim Weltcupslalom in Furano wurde und anschließend am selben Ort im Riesenslalom seinen ersten Sieg feierte. Dabei distanzierte er den Zweitplatzierten Jure Košir um eine gute Zehntelsekunde. Nach einem kurzen Intermezzo im Far East Cup, wo er zwei Slalomrennen gewann, kehrte er zum Saisonende im März 1995 wieder in den Weltcup zurück, kam allerdings nicht wieder unter die Top 10, erreichte jedoch im Super-G von Bormio mit Rang 20 sein bestes Ergebnis in einer Speeddisziplin. Ende des Monats nahm er sehr erfolgreich an der Österreichischen Meisterschaft teil, wo er die nationale Konkurrenz sowohl im Riesenslalom als auch im Slalom komplett besiegte. Insgesamt platzierte er sich in jener Saison auf dem zehnten Rang im Gesamtweltcup, im Slalom reichte es sogar für den fünften, im Riesenslalom zum achten Platz.
Der Alpine Skiweltcup 1996 begann für Reiter mit einer anfänglichen Misserfolgsserie. Von den ersten vier Saisonrennen sah er bei dreien nicht das Ziel, beim Riesenslalom von Beaver Creek gelang ihm dafür ein guter fünfter Platz. Danach folgten mehrere Top-10-Resultate in Serie, sodass er sich in den Weltcupwertungen wieder nach oben schob. Nach zwei weiteren Podiumsergebnissen im Dezember 1995 und Januar 1996 triumphierte er beim Slalom in Sestriere zum zweiten Mal. Durch diese guten Leistungen wurde er auch für die Alpinen Skiweltmeisterschaften 1996 nominiert, sein erstes Großereignis seit den Juniorenweltmeisterschaften acht Jahre zuvor. Die Kombination beendete Reiter auf dem vierten Platz, wobei er als Führender nach dem Slalom sogar noch Siegchancen gehabt hatte. Während er im Riesenslalom im ersten Durchgang ausschied, gewann er im Slalom die Silbermedaille hinter dem Italiener Alberto Tomba und wurde damit doch noch den hohen Erwartungen gerecht. Im Weltcup war dies Reiters erfolgreichste Saison: Im Gesamtweltcup wurde er Achter, im Slalomklassement Vierter und in der Riesenslalomwertung Sechster.

### Größte Erfolge (1997–1998)
Wie auch im Vorjahr startete Reiter schlecht in die neue Saison 1996/97. Obwohl er bei den ersten Rennen immer das Ziel erreichte, gelang ihm nie der Sprung unter die Top 10. Erst kurz vor den Weltmeisterschaften im Februar des Jahres kehrte er in die Erfolgsspur zurück und gewann den traditionellen Weltcup-Slalom von Kitzbühel. Bei den Weltmeisterschaften 1997 in Sestriere gewann Reiter die Bronzemedaille in der Kombination. Nachdem er in der Kombi-Abfahrt nur auf Rang 23 landete, konnte er sich mit Laufbestenzeiten in beiden Slalomdurchgängen noch in die Medaillenränge fahren. Da die anderen Österreicher aber im Super-G und im Riesenslalom auch nur zwei Bronzemedaillen gewannen und in der Abfahrt überhaupt medaillenlos blieben, erhoffte man sich, dass der Sieg endlich im Slalom kommen würde, der am letzten Tag der Weltmeisterschaften stattfand. Mit Thomas Stangassinger, Thomas Sykora sowie dem Rankweiler selbst gab es drei österreichische Favoriten. Während Stangassinger und Sykora zumindest Sechster und Neunter wurden, schied Reiter aus und verpasste so die dritte WM-Medaille. Auch zum Saisonabschluss gelang ihm in den letzten Weltcup-Rennen nicht mehr der Sprung auf das Podest, insgesamt rutschte er im Slalomweltcup auf den zehnten Platz ab.
Obwohl Reiter im Skiweltcup 1997/98 so gut wie keine Erfolge verbuchen konnte – sein bestes Ergebnis blieb ein 11. Platz – erkämpfte er sich nur kurz vor den Olympischen Spielen 1998 in Nagano noch die Nominierung für diese. Als einer von vier österreichischen Startern nahm er dort in der Alpinen Kombination und im Slalom teil. Das Slalom-Rennen in der Kombination beendete er mit fast zwei Sekunden Vorsprung auf den Zweitplatzierten Lasse Kjus. Obwohl dieser seinerseits in der Abfahrt mehr als 1,2 Sekunden gutmachte, reichte es nicht mehr um den Österreicher von der Spitze zu verdrängen, sodass Reiter den Olympiasieg feiern konnte. Im elf Tage später stattfindenden Slalom trat Reiter nach seinem Sieg als ein Favorit an, schied jedoch bereits im ersten Durchgang aus. Im letzten Weltcupslalom des Winters gelang ihm immerhin noch das einzige Top-10-Resultat der Saison.

### Letzte Jahre und Karriereende (1998–2001)
Nach dem Olympiasieg gelangen ihm kaum noch Erfolge. In der Saison 1998/99 kam Reiter, der mittlerweile nur noch Slaloms im Weltcup fuhr, nur in drei Rennen ins Ziel. Sein bestes Resultat war lediglich ein 16. Rang in Wengen, womit er nur 34. in der Slalomwertung wurde. Trotzdem kam er bei den Weltmeisterschaften 1999 noch einmal in der Kombination zum Einsatz, schied aber im Slalom aus. In der Saison 1999/2000 versuchte der Österreicher auch mit mehreren Starts im Europa- und Nor-Am Cup wieder an die Weltspitze heran zu finden und zeigte schließlich noch einmal sein Können, als er sich Ende Februar beim Weltcupslalom im südkoreanischen Yongpyong auf dem vierten Rang platzierte. Im März gelang ihm mit einem neunten Rang in Schladming sein letztes Top-10-Resultat.
Im Alpinen Skiweltcup 2000/01 trat Reiter zum letzten Mal international auf. Bei mehreren Weltcupstarts erreichte er jedoch nur noch dreimal das Ziel. Schließlich verkündete er überraschend einen Tag vor seinem 31. Geburtstag, am 4. November 2001, seinen Rücktritt vom Skirennsport, da er mit der jüngsten technischen Entwicklung im Slalombereich nicht mehr Schritt halten konnte. Dazu meinte er: „Ich konnte schon im vergangenen Jahr die Spitze nicht mehr halten. Nach einem wirklich guten Sommertraining war meine Leistung zuletzt zu gut, um sofort aufzuhören, aber auch zu schlecht, um zu überzeugen. Es hat sich gezeigt, dass ich nach menschlichem Ermessen die Spitze nicht mehr erreichen werde.“ Bis zur Saison 2008/09 arbeitete er wie viele andere ehemals erfolgreiche österreichische Skirennläufer als Co-Kommentator im ORF. Seither ist er in der Marketingabteilung des Österreichischen Skiverbandes beschäftigt.

## Erfolge

### Olympische Winterspiele
- Nagano 1998: 1. Kombination

### Weltmeisterschaften
- Sierra Nevada 1996: 2. Slalom, 4. Kombination
- Sestriere 1997: 3. Kombination

### Weltcupwertungen
| Saison  | Gesamt | Gesamt | Super-G | Super-G | Riesenslalom | Riesenslalom | Slalom | Slalom |
| Saison  | Platz  | Punkte | Platz   | Punkte  | Platz        | Punkte       | Platz  | Punkte |
| ------- | ------ | ------ | ------- | ------- | ------------ | ------------ | ------ | ------ |
| 1993/94 | 85.    | 50     | 52.     | 1       | 32.          | 37           | 46.    | 12     |
| 1994/95 | 10.    | 559    | –       | –       | 8.           | 218          | 5.     | 341    |
| 1995/96 | 8.     | 667    | –       | –       | 6.           | 283          | 4.     | 384    |
| 1996/97 | 29.    | 328    | –       | –       | 25.          | 56           | 10.    | 272    |
| 1997/98 | 64.    | 100    | –       | –       | –            | –            | 23.    | 100    |
| 1998/99 | 86.    | 39     | –       | –       | –            | –            | 34.    | 39     |
| 1999/00 | 48.    | 155    | –       | –       | –            | –            | 18.    | 155    |
| 2000/01 | 99.    | 37     | –       | –       | –            | –            | 37.    | 37     |

### Weltcupsiege
Reiter errang 7 Podestplätze, davon 3 Siege:
| Datum            | Ort       | Land       | Disziplin    |
| ---------------- | --------- | ---------- | ------------ |
| 20. Februar 1995 | Furano    | Japan      | Riesenslalom |
| 27. Jänner 1996  | Sestriere | Italien    | Slalom       |
| 26. Jänner 1997  | Kitzbühel | Österreich | Slalom       |

### Europacup
- Saison 1992/93: 6. Super-G-Wertung
- Saison 1993/94: 5. Gesamtwertung, 5. Riesenslalomwertung
- 3 Podestplätze

### Juniorenweltmeisterschaften
- Madonna di Campiglio 1988: 27. Slalom

### Österreichische Meisterschaften
- österreichischer Meister im Slalom und im Riesenslalom 1995

## Auszeichnungen
- Goldenes Ehrenzeichen für Verdienste um die Republik Österreich (1998)[6]